# Seredînka, Berșad
Seredînka (în ucraineană Серединка) este o comună în raionul Berșad, regiunea Vinnița, Ucraina, formată numai din satul de reședință.

## Demografie
Componența lingvistică a satului Seredînka
     Ucraineană (98,42%)
     Rusă (1,37%)
     Alte limbi (0,11%)
Conform recensământului din 2001, majoritatea populației satului Seredînka era vorbitoare de ucraineană (98,42%), existând în minoritate și vorbitori de rusă (1,37%).